# Retrospectivă (Star Trek: Voyager)
„Retrospectivă” (titlu original: „Retrospect”) este al 17-lea episod din al patrulea sezon al serialului TV american științifico-fantastic Star Trek: Voyager și al 85-lea în total. A avut premiera la 25 februarie 1998 pe canalul UPN.

## Prezentare
După ce începe să sufere de halucinații tulburătoare, Seven of Nine este hipnotizată de către Doctor, a cărui analiză scoate la iveală posibilitatea ca un negustor să fi extras tehnologie Borg din corpul lui Seven, fără consimțământul acesteia.

## Actori ocazionali
- Michael Horton - Kovin
- Adrian Sparks - Magistrate
- Michelle Agnew - Scharn